# エクスプローラ (パチスロ)
エクスプローラ（Explorer）はベルコが発売したパチスロ機。2001年4月に登場。

## 概要
2種類のビッグボーナスを搭載したBタイプ。シフト持ち越し機能が搭載されており、押し順のナビでコインを獲得する。押し順のナビ発生するのはスーパーBIGのみとなっており、ノーマルBIGはナビが行われない為、獲得枚数が非常に少なくなってしまう。
スーパーBIG終了時のみ150Gのハイモードに突入し、この間に引いたBIGは再びスーパーBIGとなる。  